# جو وول
جو وول (بالإنجليزية: Joe Wall)‏ هو لاعب كرة قاعدة أمريكي، ولد في 24 يوليو 1873 في بروكلين في الولايات المتحدة، وتوفي بنفس المكان في 17 يوليو 1936.

## وصلات خارجية
- جو وول على موقعبيزبول رفرنس.كوم (الدوري الرئيسي) (الإنجليزية)
- جو وول على موقعبيزبول رفرنس.كوم (الدوري الثانوي) (الإنجليزية)